# إي. بالارد بيكر
إي. بالارد بيكر (بالإنجليزية: E. Ballard Baker)‏ هو قاضي ومحامي أمريكي، ولد في 25 أكتوبر 1917، وتوفي في مارس 1985.